# Bąk (stacja kolejowa)
Bąk – stacja kolejowa w Bąku, w gminie Stara Kiszewa, w powiecie kościerskim, w województwie pomorskim. Posterunek zapowiadawczy jest czynny od poniedziałku do piątku od 7 do 15. Według rozkładu jazdy obowiązującego od 9 czerwca 2018r. w każdą sobotę i niedzielę i święta przewidziane są dwie pary pociągów relacji Bydgoszcz Gł. – Kościerzyna – Bydgoszcz Gł.

## Ruch pasażerski
| Rok  | Wymiana pasażerska na dobę |
| ---- | -------------------------- |
| 2017 | 0–9                        |
| 2022 | –                          |

## Położenie

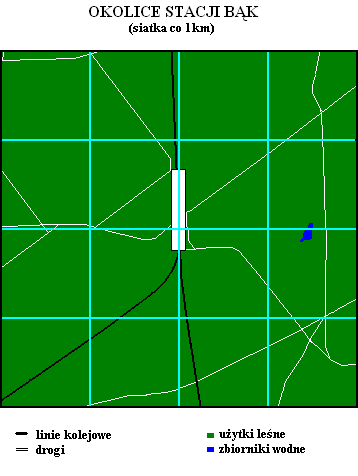

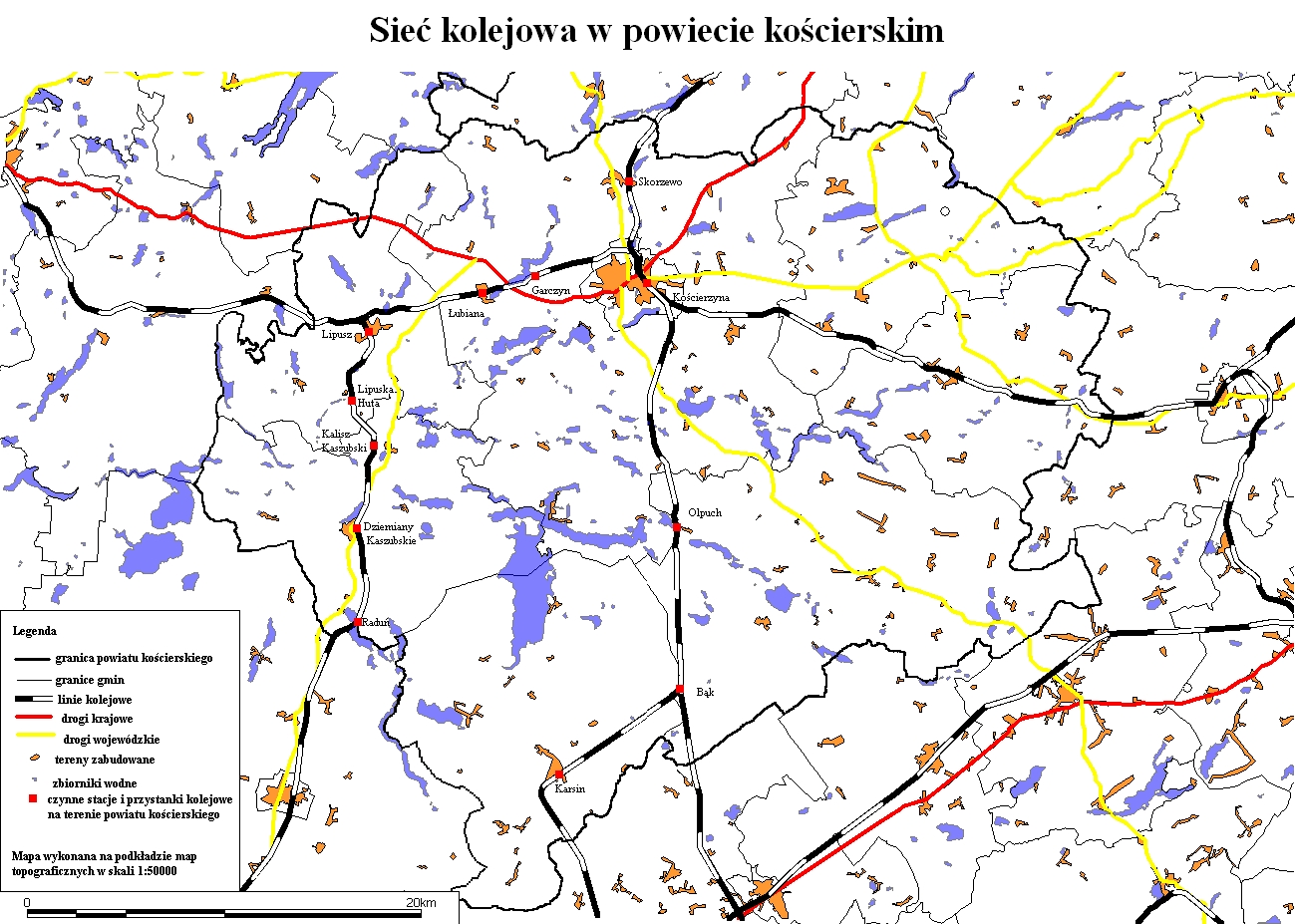
Sieć kolejowa w powiecie kościerskim

Stacja Bąk znajduje się w lasach, daleko od najbliższej miejscowości.

## Historia

### Tło historyczne
Pierwsza linia kolejowa przechodząca przez Bąk miała zostać zrealizowana w przez państwo pruskie. Decyzja o wytyczeniu w tym miejscu linii kolejowej z Gdańska do Czerska powstała w połowie 1911. W tym czasie zdążono wykonać część prac ziemnych w pobliżu Karsina i zbudować prowizoryczną linię kolejową. W 1914 z powodu wybuchu wojny prac nie dokończono.
W 1918 Polska odzyskała niepodległość. Ze względu na potrzebę dostarczania węgla do portu w Gdyni powstał projekt magistrali węglowej, który omijałby Gdańsk, będący Wolnym Miastem. Nowa magistrala miała przebieg jak najbardziej zbliżony do prostego jednakże tak, by oczywiście ominąć terytorium Gdańska. Trasa ze względu na skromne fundusze miała być jednotorowa, co wymuszało budowę mijanek w równych odstępach niezależnie od sieci osadniczej. Z tego powodu powstawały stacje daleko od miejscowości.

### 1925–1945

Węzeł Czersk-Bąk-Szlachta

Rozpoczęcie budowy przedłużenia do Bąka linii Laskowice Pomorskiej – Czersk nastąpiło w lipcu 1925 roku. Linia ta w zasadzie wymagała tylko budowy obiektów inżynieryjnych oraz położenia nawierzchni, co skutkowało szybkim zakończeniem budowy i możliwością rozpoczęcia eksploatacji odcinka magistrali węglowej z Bąka do Kościerzyny. Trudności terenowe oraz problemy finansowe spowodowały przerwanie budowy pod koniec roku. Prace zostały wznowione w kwietniu. 1 listopada 1926 torowisko z Czerska do Kościerzyny było przejezdne. Prace wykończeniowe trwały jednak do września 1928. W ramach nich powstały dworce w Karsinie, Bąku i Olpuchu (obecnie Olpuch Wdzydze) wraz z domami mieszkalnymi dla załogi. Dworzec w Bąku był jednak lustrzanym odbiciem obu dworców. Dodatkowym szczegółem architektonicznym była nastawnia, która została dostawiona do najwyższej z brył budynku.

### Po 1945
Do 1954 zarówno wieś Bąk i stacja kolejowa Bąk należały do powiatu chojnickiego w woj. bydgoskim. Jesienią 1954 stację kolejwą Bąk włączono do powiatu kościerskiego w woj. gdańskim, gdzie weszła w skład nowo utworzonej gromady Konarzyny.

## Linie kolejowe
Bąk jest węzłem kolejowym. Do linii nr 201 Nowa Wieś Wielka – Gdynia Port dołącza tu linia kolejowa nr 215 – Laskowice Pomorskie – Bąk. Obie linie są normalnotorowe, niezelektryfikowane, jednotorowe. Z Bąka odchodziła również bocznica do lotniska Borsk, lecz obecnie tory zostały rozebrane.

## Pociągi

### Pociągi towarowe
Trasa przez Bąk od czasu elektryfikacji linii Warszawa – Gdańsk przez Tczew jest trasą alternatywną. Wzmożony ruch pociągów towarowych jest prowadzony tylko podczas zakłóceń w ruchu pociągów na tejże linii.

## Infrastruktura

### Budynek dworca

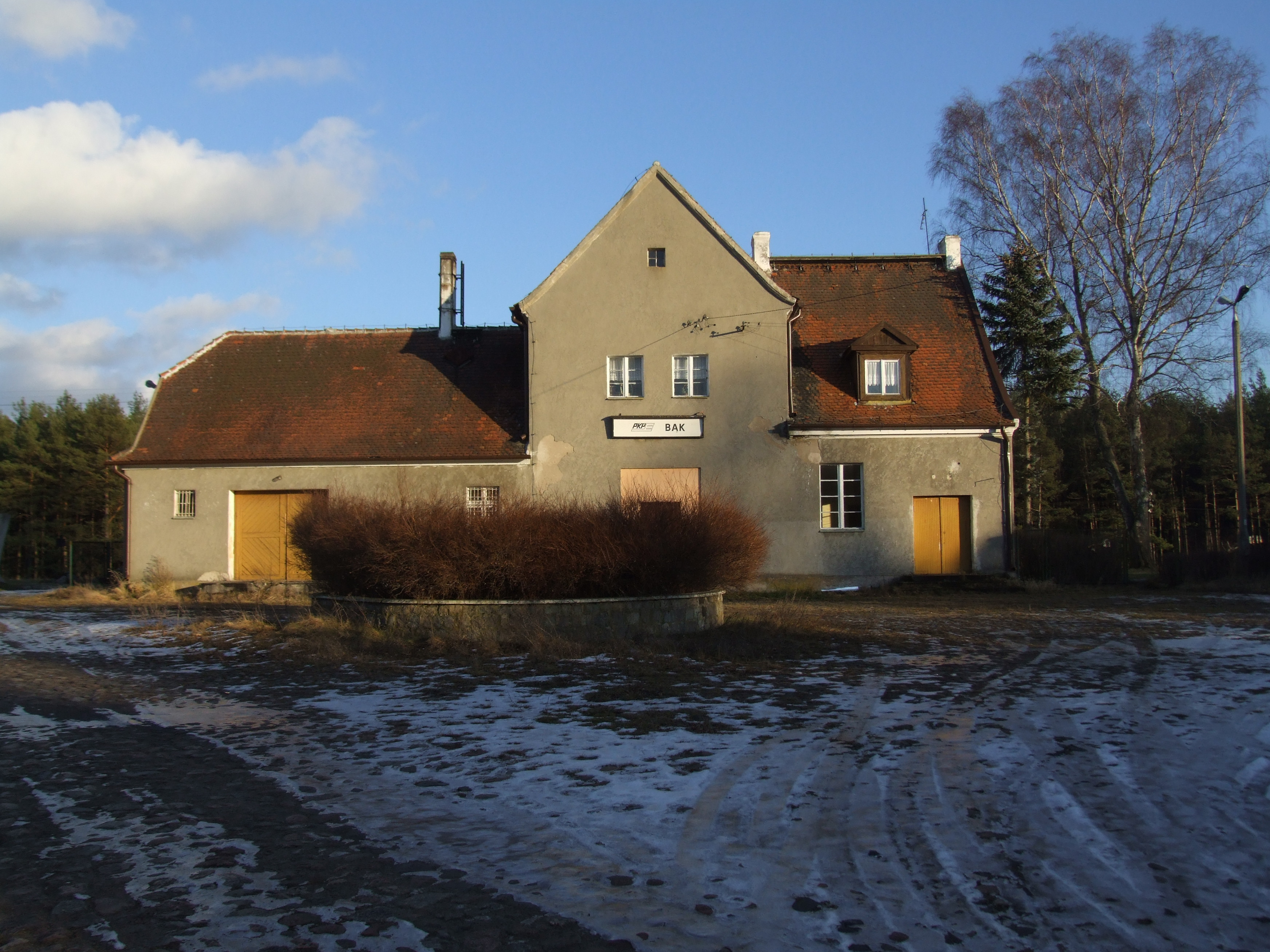
Budynek dworca od strony placu

Dworzec w Bąku, mimo iż powstał w ramach budowy magistrali węglowej, nie ma typowej architektury, zwanej „Bydgoszcz-Gdynia”. Powodem budowy znacznie skromniejszego dworca było jego oddalenie od miejscowości, a przez to mniejsze potrzeby. Dworzec w Bąku był podobny do dworców w sąsiednich stacjach: Olpuchu Wdzydze i Karsinie.